# Katchiungo
Katchiungo è un municipio dell'Angola appartenente alla provincia di Huambo. Ha 64.445 abitanti (stima del 2006) ed una superficie di 2.947 km².